# Shark Night
Shark Night (bra: Terror na Água 3D; prt: Medo Profundo 3D ou Medo Profundo) é um filme estadunidense de 2011, dos gêneros terror e suspense, dirigido por David R. Ellis, com roteiro de Will Hayes e Jesse Studenberg.
Lançado em 3-D, Shark Night teve orçamento de US$ 25 milhões.